# 沙溪坝站
沙溪坝站是位于四川省广元市剑阁县下寺镇的一个铁路车站，邮政编码628317。车站建于1955年，于1962年9月1日正式投入运营，宝成铁路经过该站，现仅办货运业务，不办理客运业务，车站及其上下行区间均已电气化。车站距离宝鸡站391公里，距离成都站278公里，隶属成都铁路局，是四等站。